# Samuel Burton
Samuel Burton (Swindon, 10 novembre 1926 – 8 ottobre 2020) è stato un calciatore inglese, di ruolo portiere.

## Carriera
Giocò tutta la sua carriera nello Swindon Town, squadra della sua città.